# جيمس ليبتون
جيمس ليبتون (بالإنجليزية: James Lipton)‏ (ولد بتاريخ 19 سبتمبر 1926)، هو كاتب وشاعر وممثل وملحن أمريكي والمدير الفخري لكلية الدراما لأستوديو الممثلين في جامعة بيس بمدينة نيويورك (بالإنجليزية: Actors Studio Drama School at Pace University)‏، وهو أيضا طيار وعضو في جمعية الطيَّارين ومالكي الطائرات، وحاصل على رتبة فارس الجمهورية الفرنسية من نقابة الفنون والآداب الفرنسية. وهو أيضا المنتج التنفيذي والكاتب والمستضيف لسلسلة برنامج إستوديو داخل الممثلين (بالإنجليزية: Inside the Actors Studio)‏، الذي عرض فيه لأول مرة عام 1994.

## روابط خارجية
- جيمس ليبتون على موقع IMDb (الإنجليزية)
- جيمس ليبتون على موقع ألو سيني (الفرنسية)
- جيمس ليبتون على موقع ميوزك برينز (الإنجليزية)
- جيمس ليبتون على موقع أول موفي (الإنجليزية)
- جيمس ليبتون على موقع قاعدة بيانات برودواي على الإنترنت (الإنجليزية)
- جيمس ليبتون على موقع قاعدة بيانات الأفلام السويدية (السويدية)
- جيمس ليبتون على موقع إن إن دي بي (الإنجليزية)
- جيمس ليبتون على موقع ديسكوغز (الإنجليزية)
- جيمس ليبتون على موقع قاعدة بيانات الفيلم (الإنجليزية)
- جيمس ليبتون على موقع كينوبويسك (الروسية)